# Coleophora ignobilis
Coleophora ignobilis é uma espécie de mariposa do gênero Coleophora pertencente à família Coleophoridae.